# Молчаново (Воронежская область)
Молчаново — хутор в Каменском районе Воронежской области России.
Входит в состав Трехстенского сельского поселения

## География

### Улицы
- ул. Новоселовка,
- ул. Прохладная.